# Provincia del Sepik Orientale
Il Sepik Orientale è una provincia della Papua Nuova Guinea appartenente alla Regione di Momase. Il territorio comprende buona parte del corso del Sepik, principale fiume della Nuova Guinea, dal quale la provincia prende il nome.

## Geografia antropica

### Suddivisioni amministrative
La provincia è suddivisa in distretti, che a loro volta sono suddivisi in aree di governo locale (Local Level Government Areas).
| Distretto                      | Capoluogo | LLG Area                     |
| ------------------------------ | --------- | ---------------------------- |
| Distretto di Ambunti-Dreikikir | Ambunti   | Ambunti Rural                |
| Distretto di Ambunti-Dreikikir | Ambunti   | Tunap-Hunstein Range Rural   |
| Distretto di Ambunti-Dreikikir | Ambunti   | Gawanga Rural                |
| Distretto di Ambunti-Dreikikir | Ambunti   | Dreikikir Rural              |
| Distretto di Angoram           | Angoram   | Angoram-Middle Sepik Rural   |
| Distretto di Angoram           | Angoram   | Keram Rural                  |
| Distretto di Angoram           | Angoram   | Karawari Rural               |
| Distretto di Angoram           | Angoram   | Marienberg-Lower Sepik Rural |
| Distretto di Angoram           | Angoram   | Yuat Rural                   |
| Distretto di Maprik            | Maprik    | Albiges Mamblep Rural        |
| Distretto di Maprik            | Maprik    | Bumbuita Muhiang Rural       |
| Distretto di Maprik            | Maprik    | Maprik Wora Rural            |
| Distretto di Maprik            | Maprik    | Yamil Tamaui Rural           |
| Distretto di Wewak             | Wewak     | Boikin Dagua Rural           |
| Distretto di Wewak             | Wewak     | Turubu Rural                 |
| Distretto di Wewak             | Wewak     | Wewak Islands Rural          |
| Distretto di Wewak             | Wewak     | Wewak Rural                  |
| Distretto di Wewak             | Wewak     | Wewak Urban                  |
| Distretto di Wosera-Gawi       | Wosera    | Burui-Kunai Rural            |
| Distretto di Wosera-Gawi       | Wosera    | Gawi Rural                   |
| Distretto di Wosera-Gawi       | Wosera    | North Wosera Rural           |
| Distretto di Wosera-Gawi       | Wosera    | South Wosera Rural           |
| Distretto di Yangoru-Saussia   | Yangoru   | East Yangoru Rural           |
| Distretto di Yangoru-Saussia   | Yangoru   | Numbo Rural                  |
| Distretto di Yangoru-Saussia   | Yangoru   | Sausso Rural                 |
| Distretto di Yangoru-Saussia   | Yangoru   | West Yangoru Rural           |